# Discographie d'AKB48
Cette page répertorie les albums, les singles et les DVD qu'a sorti le groupe japonais AKB48.

## Singles
| Année | #  | Titre | Notes                                                      | Classement                    | Classement                 | Classement                  | Ventes Oricon    | Ventes Oricon |
| Année | #  | Titre | Notes                                                      | Oricon Weekly Singles Chart , | Billboard Japan Hot 100* , | RIAJ Digital Track Chart* , | Première semaine | Total         |
| ----- | -- | --- | ---------------------------------------------------------- | ----------------------------- | -------------------------- | --------------------------- | ---------------- | ------------- |
| 2006  | 1  | Sakura no Hanabiratachi | Sortie indépendante                                        | 10                            |                            |                             | 22,011           | 48,000        |
| 2006  | 2  | Skirt, Hirari | Sortie indépendante                                        | 13                            | 13,349                     | 21,000                      |                  |               |
| 2006  | 1  | Aitakatta | Premier single chez Defstar Records et générique d'AKBINGO | 12                            | 32**                       | 17,481                      | 56,000           |               |
| 2007  | 2  | Seifuku ga Jama o Suru |                                                            | 7                             |                            | 16,866                      | 24,000           |               |
| 2007  | 3  | Keibetsu Shiteita Aijō |                                                            | 8                             | 20,323                     | 26,000                      |                  |               |
| 2007  | 4  | Bingo! |                                                            | 6                             | 21,830                     | 28,000                      |                  |               |
| 2007  | 5  | Boku no Taiyō | Opening de Deltora Quest                                   | 6                             | 25,946                     | 32,000                      |                  |               |
| 2007  | 6  | Yūhi o Miteiru ka? |                                                            | 10                            | 15,370                     | 20,000                      |                  |               |
| 2008  | 7  | Romance, Irane |                                                            | 6                             | 22                         | 19,303                      | 24,000           |               |
| 2008  | 8  | Sakura no Hanabiratachi 2008 | Re-sortie du single chez une major                         | 10                            | 26                         | 22,112                      | 26,000           |               |
| 2008  | 9  | Baby! Baby! Baby! | Téléchargement uniquement                                  |                               | x                          |                             |                  |               |
| 2008  | 10 | Ōgoe Diamond | Premier single chez King Records                           | 3                             | 13                         | 51**                        | 48,258           | 102,000       |
| 2009  | 11 | 10nen Zakura |                                                            | 3                             | 13                         |                             | 66,226           | 131,000       |
| 2009  | 12 | Namida Surprise! |                                                            | 2                             | 5                          | 28                          | 104,180          | 175,000       |
| 2009  | 13 | Iiwake Maybe |                                                            | 2                             | 2                          | 11                          | 90,774           | 156,000       |
| 2009  | 14 | River |                                                            | 1                             | 2                          | 17                          | 178,579          | 347,000       |
| 2010  | 15 | Sakura no Shiori |                                                            | 1                             | 1                          | 15                          | 317,828          | 521,730       |
| 2010  | 16 | Ponytail to Shushu |                                                            | 1                             | 1                          | 4                           | 513,453          | 737,000       |
| 2010  | 17 | Heavy Rotation | Numéro 1 RIAJ pendant deux semaines                        | 1                             | 1                          | 1                           | 527,336          | 863,000       |
| 2010  | 18 | Beginner |                                                            | 1                             | 1                          | 2                           | 826,989          | 1,038,000     |
| 2010  | 19 | Chance no Junban |                                                            | 1                             | 1                          | 12                          | 596,769          | 694,000       |
| 2011  | 20 | Sakura no Ki ni Narō |                                                            | 1                             | 1                          | 3                           | 942,479          | 1,079,000     |
| 2011  | —  | "Dareka no Tame ni: What Can I Do for Someone?" | Téléchargement uniquement (single caritatif)               |                               | 17                         | 2                           |                  |               |
| 2011  | 21 | Everyday, Katyusha | Numéro 1 Japan Hot 100 pendant deux semaines               | 1                             | 1                          | 1                           | 1,333,969        | 1,599,000     |
| 2011  | 22 | Flying Get | Numéro 1 RIAJ pendant trois semaines                       | 1                             | 1                          | 1                           | 1,354,492        | 1,609,000     |
| 2011  | 23 | Kaze wa Fuiteiru | Numéro 1 RIAJ pendant trois semaines                       | 1                             | 1                          | 1                           | 1,300,482        | 1,450,000     |
| 2011  | 24 | Ue kara Mariko |                                                            | 1                             | 1                          | 3                           | 1,198,864        | 1,296,000     |
| 2012  | 2  | Give Me Five! | Numéro 1 RIAJ pendant deux semaines                        | 1                             | 1                          | 1                           | 1,287,217        | 1,436,000     |
| 2012  | 26 | Manatsu no Sounds good! | Numéro 1 Japan Hot 100 pendant deux semaines               | 1                             | 1                          | 2                           | 1,616,795        | 1,813,000     |
| 2012  | 27 | Gingham Check |                                                            | 1                             | 1                          |                             | 1,181,966        | 1,279,000     |
| 2012  | 28 | UZA |                                                            | 1                             | 1                          | 1,128,696                   | 1,263,000        |               |
| 2012  | 29 | Eien Pressure |                                                            | 1                             | 1                          | 1,073,499                   | 1,206,000        |               |
| 2013  | 30 | So long! |                                                            | 1                             | 1                          | 1,035,986                   | 1,133,000        |               |
| 2013  | 31 | Sayonara Crawl |                                                            | 1                             | 1                          | 1,762,873                   | 1,955,000        |               |
| 2013  | 32 | Koi Suru Fortune Cookie |                                                            | 1                             | 1                          | 1,330,432                   | 1,479,000        |               |
| 2013  | 33 | Heart Electric |                                                            | 1                             | 1                          | 1,204,000                   | 1,283,000        |               |
| 2013  | 34 | Suzukake no Ki no Michi de 'Kimi no Hohoemi o Yume ni Miru' to Itte Shimattara Bokutachi no Kankei wa Dō Kawatte Shimau no ka, Bokunari ni Nan-nichi ka Kangaeta Ue de no Yaya Kihazukashii Ketsuron no Yō na Mono |                                                            | 1                             | 1                          | 1,033,336                   | 1,082,000        |               |
| 2014  | 35 | Mae shika Mukanee |                                                            | 1                             | 1                          | 1,091,406                   | 1,116,000        |               |
| 2014  | 36 | Labrador Retriever |                                                            | 1                             | 1                          | 1,662,265                   | 1,786,825        |               |
| 2014  | 37 | Kokoro no Placard |                                                            | 1                             | 1                          | 1,005,774                   | 1,058,410        |               |
| 2014  | 38 | Kibōteki Refrain |                                                            | 1                             | 1                          | 1,130,312                   | 1,156,706        |               |
| 2015  | 39 | Green Flash |                                                            | 1                             | 1                          | 1,001,393                   | 1,045,492        |               |
| 2015  | 40 | Bokutachi wa Tatakawanai |                                                            | 1                             | 1                          | 1,673,211                   | 1,782,707        |               |
| 2015  | 41 | Halloween Night |                                                            | 1                             | 1                          | 1,277,761                   | 1,328,411        |               |
| 2015  | 42 | Kuchibiru ni Be My Baby |                                                            | 1                             | 1                          | 905,490                     |                  |               |
| 2016  | 43 | Kimi wa Melody |                                                            | 1                             | 1                          | 1,237,891                   |                  |               |
| 2016  | 44 | Tsubasa wa Iranai |                                                            | 1                             | 1                          | 1,440,711                   |                  |               |
| 2016  | 45 | LOVE TRIP/Shiawase o Wakenasai |                                                            | 1                             | 1                          | 1,100,332                   |                  |               |

* Billboard Japan Hot 100 established February 2008, RIAJ Digital Track Chart established April 2009.

** charted in 2010

## Chansons classées
| Année | Titre                                                                            | Position dans les charts  | Position dans les charts   | Album                                                                   |
| Année | Titre                                                                            | Billboard Japan Hot 100 , | RIAJ Digital Track Chart , | Album                                                                   |
| ----- | -------------------------------------------------------------------------------- | ------------------------- | -------------------------- | ----------------------------------------------------------------------- |
| 2010  | Majisuka Rock 'n Roll (マジスカロックンロール, "Du rock 'n Roll sérieux ?")      | —                         | 14                         | Sakura no Shiori (single)                                               |
| 2010  | Enkyori Poster (遠距離ポスター, "Poster longue-distance") (Team Play-Boy)        | —                         | 96                         | Sakura no Shiori (single)                                               |
| 2010  | Jibun Rashisa (自分らしさ, "Individualité")                                      | —                         | 54                         | Kamikyokutachi                                                          |
| 2010  | Kimi to Niji to Taiyō to (君と虹と太陽と, "Toi, l'arc-en-ciel et le soleil")     | 35                        | 25                         | Kamikyokutachi                                                          |
| 2010  | Majijo Teppen Blues (マジジョテッペンブルース)                                   | —                         | 55                         | Ponytail to Shushu (single)                                             |
| 2010  | Anata ga Ite Kureta Kara (あなたがいてくれたから, "Parce que tu étais avec moi") | 97                        | 22                         | Set List: Greatest Songs 2006–2007 - Set List: Greatest Songs Kanzenban |
| 2010  | Yasai Sisters (野菜シスターズ, "Sœurs légumes")                                  | —                         | 73                         | Heavy Rotation (single)                                                 |
| 2010  | Yoyakushita Christmas (予約したクリスマス)                                       | —                         | 26                         | Chance no Junban (single)                                               |
| 2010  | Kurumi to Dialogue (胡桃とダイアローグ)                                          | —                         | 71                         | Chance no Junban (single)                                               |
| 2011  | Dareka no Tame ni (誰かのために) -What can I do for someone?-                    | 17                        | 2                          | Téléchargement uniquement                                               |
| 2011  | Yankee Soul (ヤンキーソウル)                                                     | 74                        | —                          | Everyday, Kachūsha (single)                                             |
| 2012  | Kimi no Tame ni Boku wa… (君のために僕は...)                                     | 69                        | —                          | Manatsu no Sounds Good! (single)                                        |
| 2012  | First Rabbit                                                                     | 43                        | —                          | 1830m (single)                                                          |
| 2012  | Yume no Kawa (夢の河)                                                            | 38                        | —                          | Gingham Check (single)                                                  |
| 2012  | Sugar Rush                                                                       | —                         | —                          |                                                                         |
| 2013  | Tenohira ga Kataru Koto (掌が語ること)                                           | 83                        | —                          | Téléchargement uniquement                                               |
| 2014  | After Rain                                                                       | 21                        | —                          | Tsugi no Ashiato (album)                                                |
| 2015  | 365 Nichi no Kamihikouki (365日の紙飛行機)                                       | 6                         | —                          | Kuchibiru ni Be My Baby (single)                                        |

## Albums studio
| Année | Albums | Oricon Albums Charts , | Ventes          |
| ----- | --- | ---------------------- | --------------- |
| 2008  | Set List: Greatest Songs 2006–2007 - sortie: 1er novembre 2008 - re-sortie le 14 juillet 2010 en tant que "Set List: Greatest Songs Kanzenban" - Label: Defstar Records (DFCL-1431) - Formats: CD, téléchargement légal | 29 2*                  | 54,000 171,000* |
| 2010  | Kamikyokutachi (神曲たち, "Chansons divines") - sortie: 7 avril 2010 - Label: King Records (KIZC-65) - Formats: CD, téléchargement légal                                                                                | 1                      | 565,000         |
| 2011  | Koko ni Ita Koto (ここにいたこと, "Nous étions ici") - Sortie: 8 juin 2011 - Label: King Records (KIZC-117~118) - Formats: CD, CD+DVD, téléchargement légal                                                             | 1                      | 882,000         |
| 2012  | 1830m - Sortie: 15 août 2012 - Label: King Records (KIZC-163/4/5 (Limited), NKCD-6611/2 (Theater)) - Formats: CD, CD+DVD, téléchargement légal                                                                          | 1                      | 1,043,000       |
| 2014  | Tsugi no Ashiato (次の足跡, "De prochaines empreintes") - Sortie: 22 janvier 2014 - Label: King Records - Formats: CD, CD+DVD, téléchargement légal                                                                     | 1                      | 1,032,000       |
| 2015  | Koko ga Rhodes da, Koko de tobe! (ここがロドスだ、ここで跳べ!, "Voici Rhodes, tu sauteras ici!") - Sortie: 21 janvier 2015 - Label: King Records - Formats: CD, CD+DVD, téléchargement légal                            | 1                      |                 |
| 2015  | 0 to 1 no Aida (0と1の間, "Entre 0 et 1") - Sortie: 18 novembre 2015 - Label: King Records - Formats: CD, CD+DVD, téléchargement légal                                                                                  | 1                      |                 |

## Albums live
Stage albums (albums de scène)
| Année | Album | Oricon Albums Charts , | Ventes |
| ----- | --- | ---------------------- | ------ |
| 2007  | Team A 1st Stage "Party ga Hajimaru yo" (チームA 1st Stage「PARTYが始まるよ」, "Team A 1ère scène "Que la fête commence") - sortie: 7 mars 2007 - Label: Defstar Records (DFCL-1351) - Formats: CD                                | 180                    | 1,200  |
| 2007  | Team A 2nd Stage "Aitakatta" (チームA 2nd Stage「会いたかった」, "Team A 2e scène "Tu m'as manqué") - sortie: 7 mars 2007 - Label: Defstar Records (DFCL-1352) - Formats: CD                                                      | 181                    | 1,200  |
| 2007  | Team A 3rd Stage "Dareka no Tame ni" (チームA 3rd Stage「誰かのために」, "Team A 3ème scène "Pour quelqu'un") - sortie: 7 mars 2007 - Label: Defstar Records (DFCL-1353) - Formats: CD                                            | 160                    | 1,300  |
| 2007  | Team K 1st Stage "Party ga Hajimaru yo" (チームK 1st Stage「PARTYが始まるよ」, "Team K 1re scène "Que la fête commence") - sortie: 7 mars 2007 - Label: Defstar Records (DFCL-1354) - Formats: CD                                 | 247                    | 900    |
| 2007  | Team K 2nd Stage "Seisun Girls" (チームK 2nd Stage「青春ガールズ」, "Team K 2e scène "Adolescentes") - sortie: 7 mars 2007 - Label: Defstar Records (DFCL-1355) - Formats: CD                                                     | 190                    | 1,100  |
| 2007  | Team K 3rd Stage "Nōnai Paradise" (チームK 3rd Stage「脳内パラダイス」, "Team K 3e scène "Paradis dans ma tête") - sortie: 7 mars 2007 - Label: Defstar Records (DFCL-1356) - Formats: CD                                         | 188                    | 1,100  |
| 2009  | Team A 5th Stage "Ren'ai Kinen Jōrei" (チームA 5th Stage「恋愛禁止条例」, "Team A 5e scène "Les lois interdisant l'amour") - uniquement disponible au théâtre AKB48 - sortie: 11 août 2009 - Label: AKS (AKB-D2021) - Formats: CD | —                      | —      |
| 2009  | Team K 5th Stage "Sakaagari" (チームK 5th Stage「逆上がり」, "Team A 5ème scène "Roulade arrière") - uniquement disponible au théâtre AKB48 - sortie: 11 août 2009 - Label: AKS (AKB-D2022) - Formats: CD                         | —                      | —      |
| 2009  | Team B 4th Stage "Idol no Yoake" (チームB 4th Stage「アイドルの夜明け」, "Team B 4e scène "L'aube des idoles") - uniquement disponible au théâtre AKB48 - sortie: 11 août 2009 - Label: AKS (AKB-D2023) - Formats: CD             | —                      | —      |
| 2010  | Team K 6th stage "RESET" (チームK 6th Stage「RESET」) - uniquement disponible au théâtre AKB48 - sortie: 7 août 2010 - Label: AKS (AKB-D2057) - Formats: CD                                                                       | —                      | —      |
| 2010  | Team B 5th stage "Theater no Megami" (チームB 5th Stage「シアターの女神」, "Team B 5e scène "Les déesses du théâtre") - uniquement disponible au théâtre AKB48 - sortie: 7 août 2010 - Label: AKS (AKB-D2058) - Formats: CD       | —                      | —      |
| 2010  | Team A 6th stage "Mokugekisha" (チームA 6th Stage「目撃者」, "Team A 6e scène "Témoin oculaire") - uniquement disponible au théâtre AKB48 - sortie: 18 septembre 2010 - Label: AKS (AKB-D2059) - Formats: CD                      | —                      | —      |

## DVD
En plus des DVD musicaux (voir ci-dessous), il existe aussi des DVD best-of des émissions de TV (Shukan AKB) ainsi que des DVD spéciaux comme "AKB48 in Guam", "AKB in Paris", ou "AKB48 Sports Festival", etc.
Certaines des membres les plus populaires ont également eu droit a leur DVD personnel. C'est le cas notamment pour Atsuko Maeda, Yuko Oshima, Sae Miyazawa, Tomomi Itano, etc. On y voit l'idole dans son quotidien (en train de prendre son bain, de faire ses courses, de se balader…)

### Scène théâtre
Label Defstar Records
- Team A 1st Stage "Party ga Hajimaruyo" (チームA 1st Stage「Partyが始まるよ」?)
- Team A 2nd Stage "Aitakatta" (チームA 2nd Stage「会いたかった」?)
- Team A 3rd Stage "Dareka no Tame ni" (チームA 3rd Stage「誰かのために」?)
- Team A 4th Stage "Tadaima Rennaichu" (チームA 4th Stage「ただいま恋愛中」?)
- Team K 1st Stage "Party ga Hajimaruyo" (チームK 1st Stage「PARTYが始まるよ」?)
- Team K 2nd Stage "Seishun Girls" (チームK 2nd Stage「青春ガールズ」?)
- Team K 3rd Stage "Nounai Paradise" (チームK 3rd Stage「脳内パラダイス」?)
- Team B 1st Stage "Seishun Girls" (チームB 1st Stage「青春ガールズ」?)
- Himawarigumi 1st Stage "Bokuno Taiyou" (ひまわり組 1st Stage「僕の太陽」?)

Label AKS
- Team A "Party ga Hajimaruyo" 1st stage (チームA PARTYが始まるよ 〜1st stage〜?)
- Team A 5th Stage "Rennai Kinshi Jourei" (チームA 5th Stage「恋愛禁止条例」?)
- Team B 2nd Stage "Aitakatta" (チームB 2nd Stage「会いたかった」?)
- Team B 3rd Stage "Pajama Drive" (チームB 3rd Stage「パジャマドライブ」?)
- Team B 4th Stage "Idol no Yoake" (チームB 4th Stage「アイドルの夜明け」?)
- Team K 4th Stage "Saishu Bell ga Naru" (チームK 4th Stage「最終ベルが鳴る」?)
- Team K 5th Stage "Sakaagari" (チームK 5th Stage「逆上がり」?)
- Himawarigumi 2nd Stage "Yume wo Shinaseru Wakeniwa Ikanai" (ひまわり組 2nd Stage「夢を死なせるわけにいかない」?)

### Concerts
Defstar Records Label
- 「会いたかった~柱はないぜ!~」in 日本青年館 Normal Version
- 「会いたかった~柱はないぜ!~」in 日本青年館 Shuffle Version
- AKB48 春のちょっとだけ全国ツアー 〜まだまだだぜAKB48!〜 in 東京厚生年金会館

AKS Label
- AKB48 リクエストアワーセットリストベスト100 2008
- ライブDVDは出るだろうけど、やっぱり生に限るぜ! AKB48夏祭り
- AKB48 まさか、このコンサートの音源は流出しないよね?
- 年忘れ感謝祭 シャッフルするぜ、AKB! SKEもよろしくね
- AKB48 リクエストアワーセットリストベスト100 2009
- 「神公演予定」* 諸般の事情により、神公演にならない場合もありますので、ご了承ください。
- AKB48 分身の術ツアー/AKB104選抜メンバー組閣祭り
- AKB48 分身の術ツアー
- AKB104選抜メンバー組閣祭り(Full Version)
- AKB104選抜メンバー組閣祭り（3rd Stage Version）
- AKB48 リクエストアワーセットリストベスト100 2010
- AKB48 満席祭り希望 賛否両論